# Plectus agilior
Plectus agilior är en rundmaskart. Plectus agilior ingår i släktet Plectus och familjen Plectidae. Inga underarter finns listade i Catalogue of Life.